# Kronoångaren Sofia
Kronoångaren Sofia byggdes på Motala varv i Norrköping för Postverket som postångare för trafik på Östersjön, i första hand på rutten Ystad–Stralsund. Hon var byggd i stål och utrustad med en ångmaskin på 60 hästkrafter, och var också riggad som brigantin med klyvarbom.

## Expeditionsfartyg 1868
Kungl. Maj:t ställde postångaren Sofia till Adolf Erik Nordenskiölds förfogande som expeditionsfartyg för Svenska Spetsbergenexpeditionen 1868. Förstäven förstärktes och kring den aktre salongen ställdes utrymmen i ordning för de medföljande vetenskapsmännen. Fartyget bemannades från flottan med örlogskaptenen Fredrik Wilhelm von Otter som befälhavare och marinlöjtnanten Louis Palander som sekond. I övrigt bestod besättningen av fyra underofficerare och 16 övriga medlemmar. Hon lämnade Göteborg den 7 juli 1868.
Under expeditionen önskade Nordenskiöld sätta rekord i nordlig fart och nådde den 19 september 81 grader 42 minuter nordlig bredd, vilket med god marginal slog William Scoresbys tidigare rekord från 1806. I en storm den 4 oktober slogs Sofia mot drivis och fick ett hål under vattenlinjen. Fartyget kunde med svårighet hålla undan inströmmande vatten, men nådde efter ett halvt dygn en vik på Amsterdamön. Där krängdes fartyget på sidan och reparerades provisoriskt. Sofia lämnade Spetsbergen den 14 oktober och kom till Tromsø den 20 oktober och tillbaka till Göteborg den 15 november.

## Posttrafik på Estland
Sofia sattes från 1870 in på en nyupprättad postrutt mellan Sverige och Paldiski (också kallad Baltischport) i nordvästra Estland i dåvarande Ryssland, varifrån en järnväg byggts till Tallinn och Sankt Petersburg.

## Expeditionsfartyg 1883
Sofia blev expeditionsfartyg en andra gång för Adolf Erik Nordenskiölds Svenska Grönlandsexpeditionen 1883. Fartygschef var Emil Nilsson och besättningen i övrigt bestod av två styrmän, två maskinister samt tolv övriga medlemmar, inklusive samerna Pava Lars Nilsson Tuorda och Anders Rassa från Tuorpon sameby för deras skidvana. Den vetenskapliga gruppen bestod av sex forskare.
Expeditionen lämnade Göteborg i slutet av maj 1883 och seglade till Grönlands västkust upp till Diskobukten via Reykjavik i Island. Därifrån gjordes en vandring över isen inåt land.

## Trafik till Åland och på Ladoga
Sofia köptes 1894 av Ålands Kommunikations AB för posttrafik vintertid mellan Mariehamn och Stockholm. Det visade sig dock att maskinen var för svag för att klara isen. Omkring 1897 köptes hon av Ångfartygs AB Bore, men lades upp i Åbo, varefter hon såldes 1905 till en sågverksägare i Sordavala för att bogsera pråmsläp och timmer på Ladoga. År 1930 köptes hon av Valamo kloster och lades upp 1934. 